# Pero incarum
Pero incarum är en fjärilsart som beskrevs av Charles Oberthür 1883. Pero incarum ingår i släktet Pero och familjen mätare. Inga underarter finns listade i Catalogue of Life.